# Sala gimnastyczna

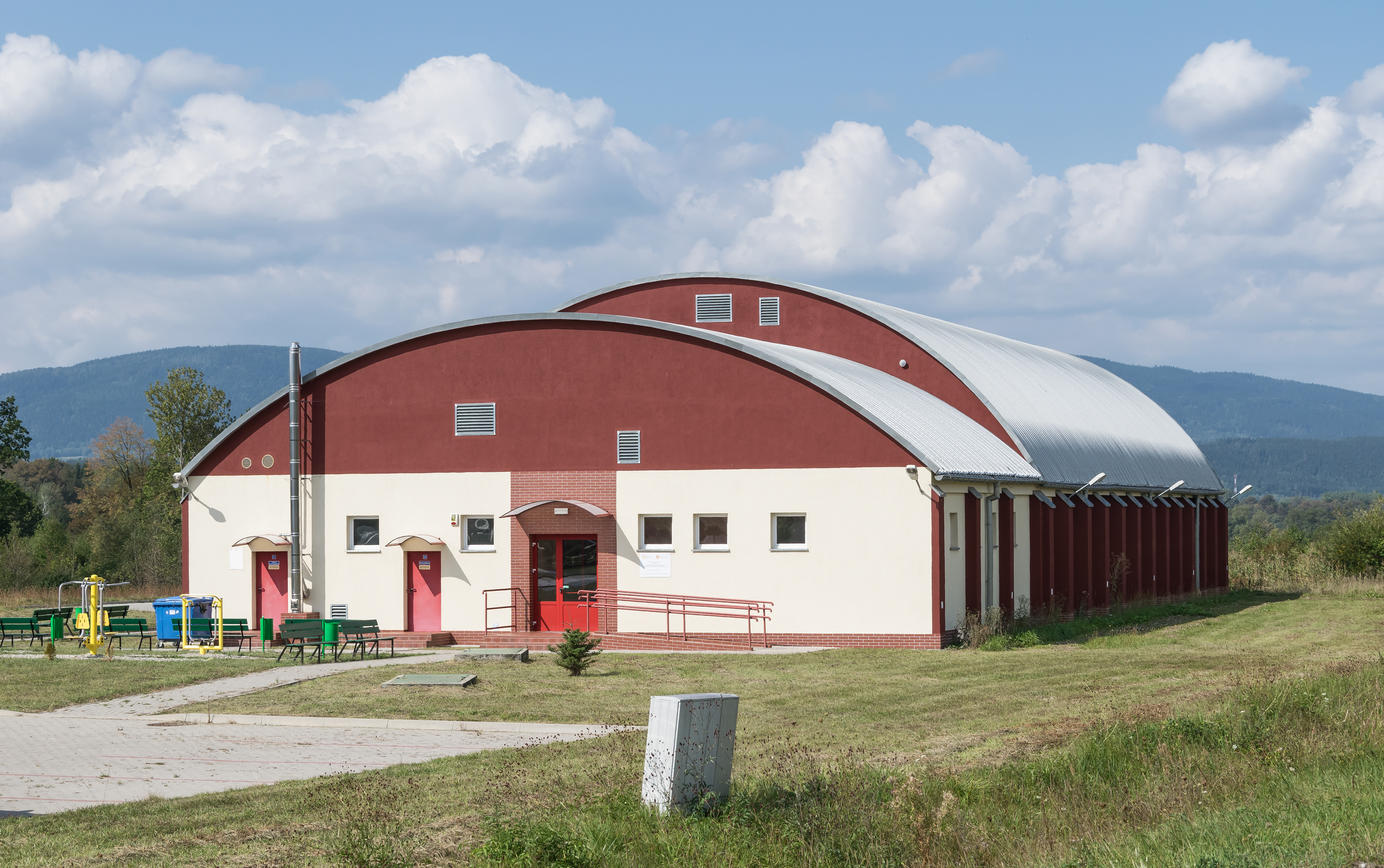
Sala gimnastyczna w Wilkanowie

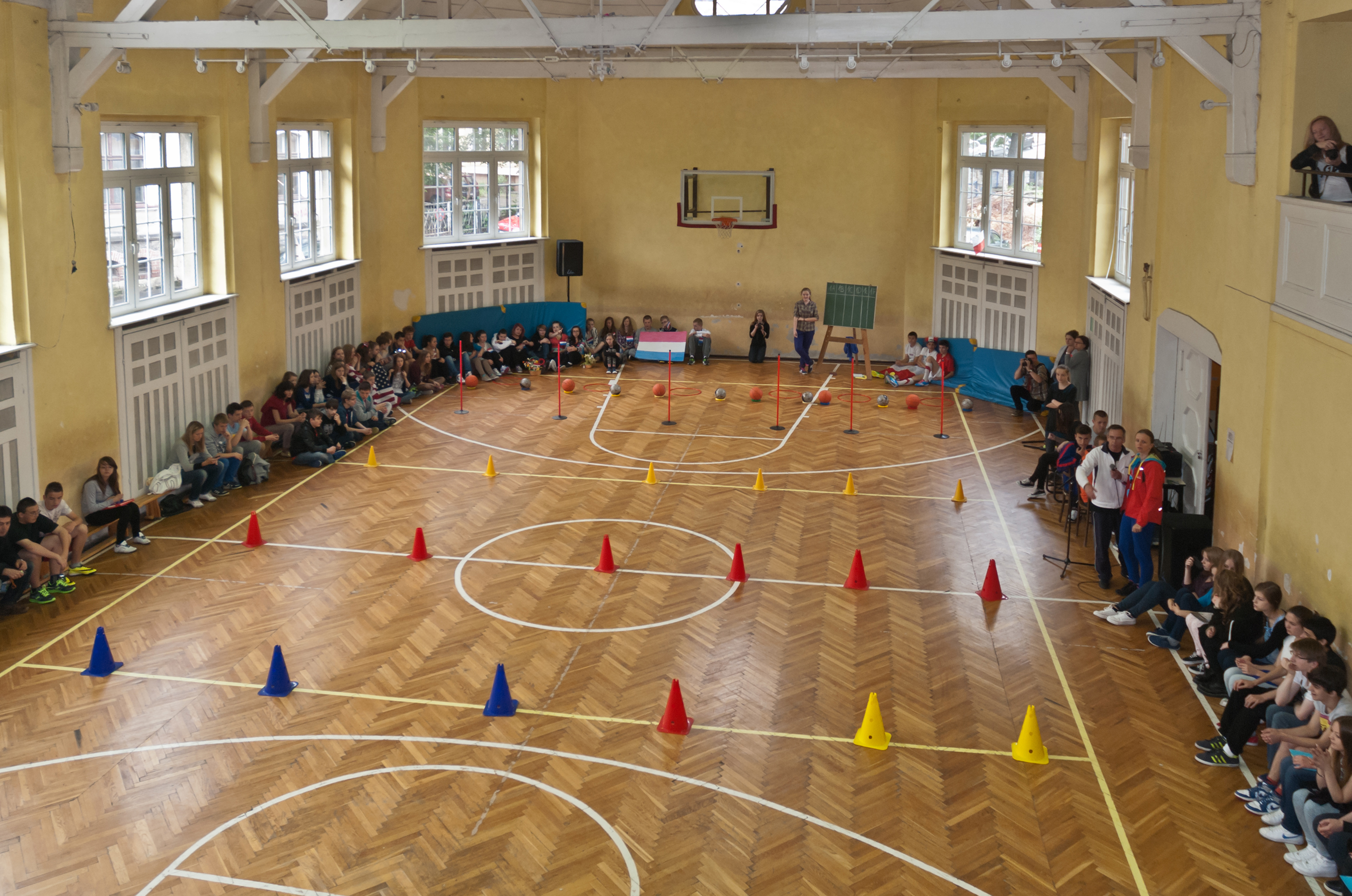
Wnętrze sali gimnastycznej w szkole w Kłodzku

Sala gimnastyczna (z gr. γυμνάσιον gymnásion – „miejsce służące gimnastyce”) – miejsce przeznaczone do uprawiania sportu, przeważnie jako pomieszczenie wchodzące w skład zabudowań szkolnych.
Jej przeznaczenie może być dostosowane do prowadzenia grupowych zajęć ruchowych dla dzieci, młodzieży i dorosłych, a także do prowadzenia zajęć, na przykład piłki siatkowej, gimnastyki korekcyjnej, aerobiku i jogi.